# ELML
De eLesson Markup Language (eLML) is een opensource-XML-framework dat dient om elektronische lessen (eLessons) op te stellen. Het doel ervan is alle eLessons die worden gemaakt een vaste structuur te geven.

## Geschiedenis
De oorsprong van eLML is Geographic Information Technology Training Alliance (GITTA), een project dat zich bezighoudt met Geographic Information Systems (GIS). GIS zijn systemen voor het verzamelen, beheren, analyseren en weergeven van geografische informatie. De oprichters van GITTA vonden dat er te veel verschillende variaties waren binnen GIS en hebben zelf een uniform systeem op basis van XML uitgewerkt.
GITTA gebruikte een DTD die gebaseerd was op een pedagogisch concept. Het volgde de richtlijnen van dat concept om een vaste structuur te geven aan de lessen. Omdat er stilaan van DTD's naar XML-schemas werd overgeschakeld gebeurde dit ook bij GITTA.
Drie jaar later werd de beslissing genomen om het XML Schema en de bijhorende bestanden om een GITTA-les om te zetten naar een HTML-pagina of PDF vrij beschikbaar te maken. Het voordeel hiervan is dat het nu niet alleen voor GIS-toepassingen kon worden gebruikt maar ook voor andere types eLessons. De originele DTD werd volledig van nul herschreven tot een XML Schema waarbij rekening werd gehouden met de originele minpunten en fouten. Het eindresultaat kreeg de naam eLML.

## XML

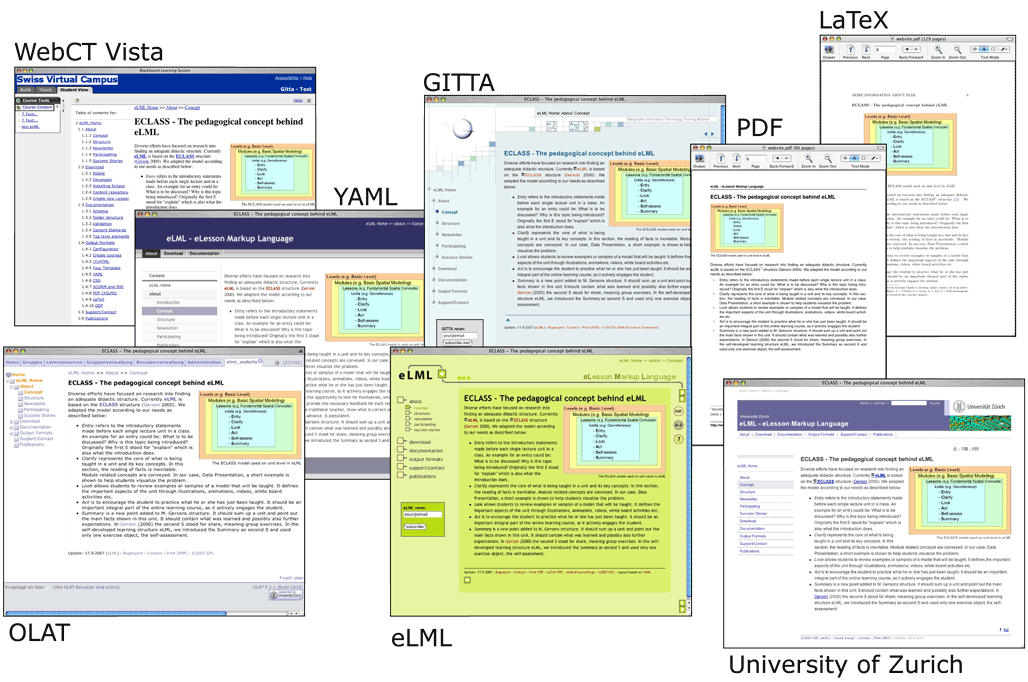
Weergave van een eLML-bestand in verschillende outputtypes

Door het gebruik van XML is eLML volledig onafhankelijk van het gebruikte besturingssysteem en de aanwezige software.

### Structuur

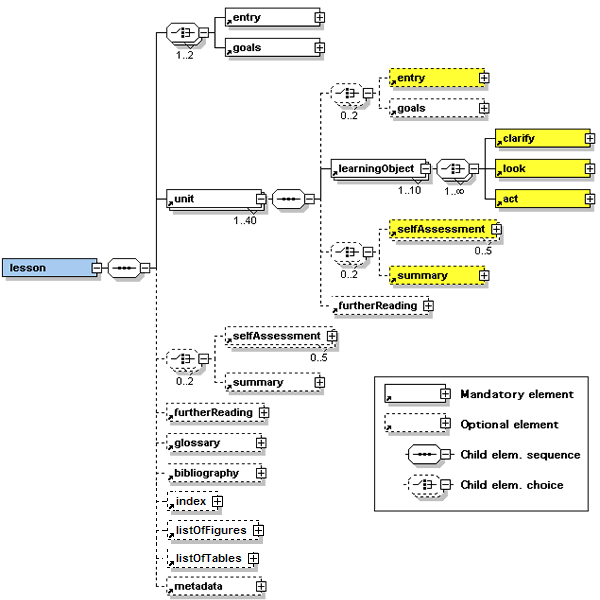
eLML's XML-structuur (gele nodes komen overeen met het ECLASS-model)

De XML-structuur van eLML is gebaseerd op ECLASS, een idee van Steven Gerson voor het maken van online lessen. ECLASS is een letterwoord waarbij elke letter staat voor een onderdeel van een les. In het originele ECLASS stonden de twee S'en voor Summary en Share, Summary werd behouden voor eLML maar Share (oefeningen in groep) werd vervangen door Self-assessment.
- Entry: inleiding
- Clarify: de les zelf, uiteenzetting van alle feiten
- Look: verkennen van het onderwerp aan de hand van voorbeelden
- Act: de student wordt aangezet zelf oefeningen in verband met de les te maken
- Summary: een samenvatting van wat er is aangeleerd, conclusies
- Self-assessment: de student kijkt naar wat hij/zij zelf heeft bijgeleerd, reflectie over het eigen werk

Deze structuur wordt toegepast binnen elke eenheid. Een eenheid is een deel van een les die samen met andere lessen in een module is gegroepeerd. Een module wordt op zijn beurt weer samen met andere modules binnen een bepaald niveau geschikt.
| Niveaus                                                              | Niveaus                 | Niveaus                                                              | Niveaus                 | Niveaus                 | Niveaus                 | Niveaus                 | Niveaus | Niveaus               |
| -------------------------------------------------------------------- | ----------------------- | -------------------------------------------------------------------- | ----------------------- | ----------------------- | ----------------------- | ----------------------- | ------- | --------------------- |
| Niveau 1 (bv. Beginner)                                              | Niveau 1 (bv. Beginner) | Niveau 1 (bv. Beginner)                                              | Niveau 1 (bv. Beginner) | Niveau 1 (bv. Beginner) | Niveau 1 (bv. Beginner) | Niveau 1 (bv. Beginner) | ...     | Niveau N (bv. Expert) |
| Module 1                                                             | Module 1                | Module 1                                                             | Module 1                | Module 1                | ...                     | Module N                | ...     | ...                   |
| Les 1                                                                | Les 1                   | Les 1                                                                | ...                     | Les N                   | ...                     | ...                     | ...     | ...                   |
| Eenheid 1 - Entry - Clarify - Look - Act - Summary - Self-assessment | ...                     | Eenheid N - Entry - Clarify - Look - Act - Summary - Self-assessment | ...                     | ...                     | ...                     | ...                     | ...     | ...                   |

### Conversie
Om de inhoud van een eLML-bestand weer te geven is wel een zekere transformatie nodig omdat XML op zich moeilijk vlot te lezen is. Wanneer je het eLML-pakket installeert zijn er standaard een aantal transformatiebestanden aanwezig. Er is ook de mogelijkheid zelf zo'n transformatiebestand op te bouwen zodat je een eigen lay-out kan creëren. Momenteel is het mogelijk eLML-bestanden om te zetten naar de volgende formaten:
- XHTML/HTML: door gebruik te maken van XSLT
- PDF: door gebruik te maken van XSL-FO
- LaTeX
- OpenDocument
- DocBook

## Software
Naast het zelf typen van XML-bestanden en allerlei transformatiebestanden bestaat er ook de mogelijkheid een aantal tools te installeren die in een grafische interface voorzien om al deze taken uit te voeren.

### Aanmaken en bewerken
- Firedocs: een plug-in voor de webbrowser Mozilla Firefox
- OpenOffice.org-plug-in: wordt niet langer verder ontwikkeld maar is nog steeds beschikbaar

### Transformatie
- Template Builder: een tool om zonder voorkennis van XSLT en CSS een sjabloon te maken voor een eLML-bestand.
- make4eLML Serverscripts: een aantal scripts om eLML-lessen die via CVS zijn toegevoegd te valideren (controleren of syntaxis correct is) of te transformeren.

### Beheer
Tools om eLML-lessen te beheren met een Content Management System (CMS)
- Apache Lenya-plug-in
- UniCMS-plug-in

## Toepassingen
Naast GITTA, het project waarvan eLML is afgeleid, gebruiken ook andere toepassingen het eLML-framework:
| Naam                                | Omschrijving                                                     | URL                    |
| ----------------------------------- | ---------------------------------------------------------------- | ---------------------- |
| PTO                                 | Psychopathology Taught Online                                    |                        |
| GLOPP                               | Globalisation and Livelihood Options of People living in Poverty |                        |
| Moodle Tutorial                     | Tutorial om te leren werken met de virtuele leeromgeving Moodle  |                        |
| OLAT                                | Online Learning And Training                                     |                        |
| Cartouche                           | Cartography for Swiss Higher Education                           |                        |
| ELT@RWI                             | E-Learning Templates der Rechtswissenschatlichen Fakultät        |                        |
| SOREL                               | Swiss ORL E-Learning                                             |                        |
| eFeed                               | Lessen over voeding voor dieren                                  | (Geïntegreerd in OLAT) |
| Introduction to Classical Philology | Lessen over klassieke filologie                                  |                        |